# Rapunzel (Disney)
Rapunzel es la protagonista de la película Enredados de 2010 producida por Walt Disney Animation Studios.

## Historia

### Enredados(2010)
Hace mucho tiempo una gota de sol cayó a la tierra y se transformó en una flor dorada mágica que tenía el poder de curar a los enfermos y a los heridos. Una malvada anciana llamada Gothel  la encontró y cada vez que le cantaba una canción especial, recibía el poder de la flor, se volvía joven y hermosa. Decidió esconderla para ella, así mantenerse joven durante siglos. Tiempo después una joven reina, estando embarazada, se enfermó y todas las personas del reino desesperadas buscaban algo que sanara a la reina. Los guardias del reino hallaron la flor dorada  y se la llevaron a la Reina para el palacio, le dieron le flor a la reina para que se la tomara y milagrosamente se curo 
La princesa Rapunzel, hija de la reina Arianna y del rey Frederic, nació con una larga y dorada cabellera heredando los poderes de la flor mágica: Para conmemorar su nacimiento, sus padres lanzaron a los cielos un farolillo iluminado. Una noche, la malvada bruja, Madre Gothel, se infiltró en el castillo, secuestrando a la pequeña princesa, llevándola y encerrándola dentro de una torre en el bosque. El reino la buscó por  semanas pero nunca la encontraron; así que cada cumpleaños de Rapunzel, la princesa perdida del reino, el Rey y la Reina  pedían que en el reino se soltaran miles de farolillos iluminados flotantes para que hicieran de linternas flotantes con la esperanza de que un día Rapunzel volviera al reino con su verdaderos padres. Mientras tanto la malvada bruja Madre Gothel crio a Rapunzel como si ella fuese su única madre.
18 años más tarde Rapunzel ya es una joven con una larguísima, dorada y rubia cabellera de 21 metros de largo que vive sola en una torre escondida del mundo, solo acompañada por su camaleón Pascal y por su "madre" , la malvada bruja Madre Gothel. El día del cumpleaños de Rapunzel, está le pide a Gothel, ir a ver los farolillos iluminados flotantes o más bien dicho las linternas flotantes que cada año lanzan en el reino para cada cumpleaños de Rapunzel, pero ella se niega.
Mientras, el ladrón Flynn Rider y los hermanos Stabbington roban la corona de la princesa. Los guardias los persiguen, pero Flynn traiciona a los hermanos dejándolos atrás mientras el escapa con la corona. Flynn tira al jinete de un caballo de la guardia real llamado Maximus y trata de huir en él, pero Maximus se niega y trata de recuperar la corona. Flynn logra perder a Maximus y se esconde en una torre que está escondida del resto del mundo, la torre de Rapunzel.
Rapunzel, presa del pánico, golpea a Flynn con una sartén dejándolo inconsciente y lo encierra en un armario. Ella se da cuenta de que puede cuidarse sola en el mundo exterior al atrapar a una persona, así que planea enseñárselo a su madre para que vea que no es una joven indefensa y que puede ir a ver las linternas flotantes. Antes de que pueda mostrarle a Flynn, Gothel le dice que nunca saldrá de la torre, con el pretexto de que el mundo exterior es muy malvado y peligroso para la joven Rapunzel, que jamás ha salido de la torre dónde Rapunzel ha estado diecisiete años encerrada . Rapunzel decide engañarla pidiéndole como regalo de cumpleaños una pintura fabricada con conchas blancas que Gothel le regaló en un cumpleaños anterior pero para encontrar esta pintura hay que hacer un viaje de tres días, por lo que le sirve a Rapunzel para que ella pueda salir a ver el reino que ella desconoce completamente. Rapunzel esconde la corona antes de despertar a Flynn y decide negociar con él, de modo que él la llevará a ver los farolillos iluminados flotantes que hacen de las linternas flotantes a cambio de devolverle a Flynn la corona de Rapunzel. Flynn acepta de mala gana, bajan de la torre y parten hacia el reino.
En esos momentos Gothel se encuentra con el caballo Maximus, al ver que no tiene jinete y que es de la guardia real, vuelve a la torre para asegurarse que Rapunzel este segura pero no la encuentra, creyendo que se la llevaron los guardias reales, encuentra la corona y un afiche de Flynn por lo que agarra una  daga  y va en su búsqueda. Mientras tanto, Flynn lleva a Rapunzel a un bar "El patito modosito" en el que se reúnen muchos bandidos. Los bandidos se dan cuenta de que la guardia real busca a Flynn por lo que todos quieren atraparlo para cobrar la recompensa, pero Rapunzel lo defiende y les cuenta su sueño de ver las linternas flotantes, lo que provoca que todos los bandidos comiencen a cantar una canción en la que relatan sus sueños. Mientras todos cantan, Gothel se encuentra escondida escuchando y viendo todo lo que pasa dentro.
De pronto, uno de los bandidos entra al bar acompañado de los guardias y estos llegan buscando a Flynn. Todos los ladrones ayudan a escapar a Rapunzel y a Flynn por un túnel secreto, pero esto no garantizo su salvación por el robo que hizo Flynn, llegan a una presa donde por diversos percances lo rompen dejando agua disparada como un tsunami que arrastra a todos los personajes. Rapunzel y Flynn quedan atrapados en una cueva al fondo de la cantera, al pasar el tiempo la cueva se empieza a inundar, Rapunzel y Flynn tratan de encontrar una salida y Flynn, al tratar de mover una roca, se lastima la mano. Todo está muy oscuro y creyendo que ya no hay forma de salvarse Flynn le confiesa a Rapunzel que su verdadero nombre es Eugene Fitzherbert, a lo que Rapunzel le responde que su cabello es mágico y que brilla cuando canta, entonces Rapunzel se da cuenta de que eso los puede ayudar, así que entona la canción y gracias al brillo de su cabello encuentran una salida.
Al obtener una salida y estar a salvo acampan, Rapunzel le dice a Eugene que su cabello es mágico y que tiene el poder de sanar y rejuvenecer, así que cura la herida de la mano de él. También le cuenta que cuando su cabello es cortado deja de ser rubio y se vuelve castaño, pierde su poder y ya no crece más, y que para protegerla de quiénes quisieran aprovecharse de estos poderes, Gothel la encerraba en la torre. Cuando Flynn va a buscar leña, Gothel aparece y trata de llevarse a Rapunzel de vuelta a la torre, pero ella no quiere ir y Gothel, enojada, le da a Rapunzel la corona que quiere Flynn y le dice que Flynn solo quiere la corona y no a ella. Gothel se va y Rapunzel decide guardar la corona. Por la mañana, Máximus aparece con la intención de llevarse a Flynn pero Rapunzel lo convence de que no capture a Flynn hasta que ella haya visto los farolillos iluminados flotantes que hacen de las linternas flotantes y porque es su cumpleaños, por lo que siguen su camino. Ya en la ciudad del reino, Flynn y Rapunzel pasan el día en distintos lugares de la ciudad del reino y al anochecer consiguen una barca para pasear en el gigante lago del reino y admiran los farolillos iluminados que hacen de las linternas flotantes, al estar en la barca Rapunzel le da la corona a Flynn, que provoca una reacción de afecto entre ambos para darse un beso, justo en ese momento Flynn divisa a los hermanos y decide ir a darles la corona y no tener ningún problema más.
Los hermanos, persuadidos por Gothel, deciden que el pelo de Rapunzel es más valioso que la corona, por lo que atan a Flynn inconsciente a un barco con la corona que se dirige al palacio. Rapunzel ve cómo el barco se aleja y cree que Flynn solo quería la corona, entonces piensa que su madre tenía razón. Cuando los hermanos están a punto de capturar a Rapunzel por el conocimiento del poder de su cabello, Gothel aparece y "rescata" a Rapunzel volviendo de nuevo a la torre con Rapunzel. El barco en el que iba Flynn se estrella contra el muelle del palacio y los guardias lo reconocen y lo encarcelan. Flynn está a punto de ser llevado a la horca, cuando es salvado por los ladrones que conoció con Rapunzel en "El patito modosito" y escapa a lomos de Máximus (que decide dejar de perseguir a Flynn) para ir por Rapunzel.
Ya en la torre, Rapunzel desolada y triste por la traición de Flynn se da cuenta de que ella es la princesa, cuando observa el techo de su cuarto nota que en todas las pinturas que pintó inconscientemente dibujo el símbolo de la familia real y recuerda a sus verdaderos padres, el Rey y la Reina. Es entonces cuando Rapunzel se rebela contra Gothel diciéndole que es la princesa, y a la vez que no es su verdadera madre sino una secuestradora; después de que Rapunzel le dijera que no iba a permitir nunca más que use su cabello para su beneficio, le dice desafiándola "Quieres volverme la villana, está bien; seré también la villana". 
Tras decir estas palabras, Gothel procede a encerrar a Rapunzel en la torre, la encadena de manos por detrás de la espalda a un armario y para evitar que pida ayuda, la amordaza con un pañuelo blanco. Flynn llega a la torre y consigue que Rapunzel le arroje su cabello para poder escalar. Cuando sube, se sorprende al ver a Rapunzel encadenada y amordazada. Rapunzel trata de avisarle, pero al estar perfectamente encadenada y amordazada por Gothel no lo consigue. Gothel se aparece por detrás y apuñala a Flynn. Gothel trata de llevarse a Rapunzel lejos de la torre. Rapunzel exclama: "Eugene" en reiteradas ocasiones a pesar de estar amordazada. Al mismo tiempo intenta zafarse de sus cadenas pero solo logra quitarse la mordaza blanca durante el forcejeo con Gothel y le dice que aceptará marcharse con ella y no tratará de escapar nunca si sólo deja que cure a Flynn con la magia de su cabello, Gothel acepta, pero cuando Rapunzel está a punto de curarlo, Flynn le corta el cabello con un pedazo de cristal de un espejo roto, haciendo que deje de ser rubio y se vuelva castaño y pierda sus poderes mágicos. Gothel empieza a envejecer y a volverse una vieja y horrible bruja , al tropezar con el pelo de Rapunzel cortado y sin los poderes mágicos, cae por la ventana de la torre, muere y se convierte en polvo poco antes de llegar al suelo. Flynn muere luego de confesarle a Rapunzel que la ama, y ella intenta curarlo, pero su cabello ya no es mágico. Empieza a llorar y una de sus lágrimas que tenía toda la magia que quedaba de la mágica flor dorada, cae sobre Flynn, lo cura y le devuelve la vida. Rapunzel y Flynn contentos de volver a estar juntos se besan. Por fin Rapunzel vuelve al palacio con su verdadera madre y con su verdadero padre, el Rey y la Reina, y los sueños de todos se hacen realidad. Al final se nos revela que Rapunzel y Flynn (que empieza a responder de nuevo al nombre de Eugene), tras años de relación, terminaron casándose y vivieron "felices, muy felices".